# Riccardo Minali
Riccardo Minali (Isola della Scala, 19 aprile 1995) è un ex ciclista su strada e pistard italiano, professionista dal 2017 al 2021.
È figlio dell'ex ciclista Nicola Minali.

## Palmarès

### Strada
- 2015 (Team Colpack)[1]

Coppa Città di Melzo
Circuito del Porto-Trofeo Internazionale Arvedi
Medaglia d'Oro Città di Monza
Medaglia d'Oro Fiera di Sommacampagna
Gran Premio Fiera del Riso
Circuito Alzanese
- 2016 (Team Colpack)[2]

Coppa San Bernardino
La Popolarissima
Vicenza-Bionde
Trofeo Giacomo Larghi
Gran Premio Sportivi Sestesi
Trofeo Città di Castelfidardo
GP Industria Commercio e Artigianato - Trofeo Città di Osio Sotto
Gran Premio Ciclistico Arcade
Gran Premio Fiera del Riso
- 2018 (Astana, due vittorie)

2ª tappa Tour de Langkawi (Gerik > Kota Bharu)
4ª tappa Tour de Langkawi (Dungun > Pekan)

### Pista
- 2017

Campionati italiani, Derny
- 2018

Campionati italiani, Derny
Tre sere di Pordenone, Corsa a punti

## Piazzamenti

### Grandi Giri
- Giro d'Italia

2021: 143º
- Vuelta a España 2021

2021: 138º

### Classiche monumento
- Parigi-Roubaix

2017: ritirato
- Giro di Lombardia

2019: ritirato

### Competizioni mondiali
- Campionati del mondo

Doha 2016 - In linea Under-23: 29º

### Competizioni europee
- Campionati europei

Tartu 2015 - In linea Under-23: 85º